# Bilal Zouani
Bilal Zouani (ar. بلال زواني; ur. 25 lipca 1986) – algierski judoka.
Uczestnik mistrzostw świata w 2014. Startował w Pucharze Świata w latach 2012-2015. Brązowy medalista igrzysk śródziemnomorskich w 2013. Wicemistrz igrzysk afrykańskich w 2015 i trzeci w 2011. Zdobył cztery medale na mistrzostwach Afryki w latach 2012 - 2015. Trzeci na igrzyskach panarabskich w 2011 roku.